# Паметник на първи и шести пехотен полк
Мемориалът на Първи пехотен софийски и Шести пехотен търновски полк от Първа пехотна софийска дивизия, наричана „Желязната“ или „Шопската“, е открит на 28 октомври 1934 г. от цар Борис III. Пред него се провеждат военни чествания, паради, помени и други тържества до Втората световна война.
Състоял се е от три големи мраморни стени, разположени във формата на буквата „П“, на които са изписани имената на над 3000 загинали от двата полка в Балканската, Междусъюзническата и Първата световна война. Пред централната стена е поставен на пиедестал лъв, който държи картата на Санстефанска България с нейните етнически очертания.
Лъвската фигура е дело на скулптора Михаил Михайлов. Архитектурният проект е на Александър Обретенов.
Мамориалът пострадва по време на бомбардировките на България през Втората световна война. След деветосептемврийския преврат комунистическата власт премахва статуята на лъва. През 1979 година мемориалът е окончателно разрушен, за да се построи паметникът 1300 години България, демонтиран през 2017 г. След демонтажа скулптурата на лъва е върната на някогашното ѝ място.